# Prachuap Khiri Khan
Prachuap Khiri Khan (in thailandese: ประจวบคีรีขันธ์) è una città minore (thesaban mueang) della Thailandia. Il territorio comunale occupa l'intero Sottodistretto di Prachuap Khiri Khan e una parte di quelli di Ko Lak e Ao Noi, facenti parte del Distretto di Mueang Prachuap Khiri Khan, che è capoluogo della Provincia di Prachuap Khiri Khan, nel gruppo regionale della Thailandia Centrale. La città era abitata nel 2013 da 17 994 abitanti ed è la seconda più popolata nella provincia, superata da Hua Hin che nello stesso anno ne aveva 58 356.

## Geografia fisica
È una città costiera affacciata sul golfo del Siam, circa 290 km a sud di Bangkok. Si trova nell'omonima piccola baia di Prachuap (Ao Prachuap), in una zona pianeggiante caratterizzata da baie e spiagge punteggiate da suggestive alture calcaree. Nella zona settentrionale della baia vi è un villaggio tradizionale di pescatori formato da case in legno colorate. Nei pressi di Prachuap c'è il punto più stretto della Thailandia peninsulare; tra la costa ed il villaggio birmano di confine Dan Singkhon vi sono 12 km. In questa zona si ergono i monti del Tenasserim, lunga catena che costituisce una frontiera naturale tra Thailandia e Birmania.

## Storia
Nel periodo di Ayutthaya, nella zona di Prachuap Khiri Khan vi erano le due antiche cittadine Mueang Narang e Khlong Wan, che vennero abbandonate dopo la distruzione del regno (1767). In seguito, re Rama II fece prima costruire Mueang Bang Nang Rom alle foci del Nang Rom e fece poi spostare il centro della cittadina a Mueang Kui. Fu re Mongkut (Rama IV) a ribattezzarla Prachuap Khiri Khan, che richiamava Patchanta Khiri Khet, vecchio nome dell'odierna città cambogiana di Koh Kong situata sull'altro lato del Golfo del Siam.
La baia di Prachuap e la vicina Ao Manao (baia del limone) furono teatro di scontri tra le forze armate e volontarie thailandesi e le truppe dell'Esercito imperiale giapponese sbarcate l'8 dicembre 1941, giorno dell'invasione giapponese della Thailandia e del contemporaneo attacco di Pearl Harbor, che diede inizio alla guerra del Pacifico (1941-1945). I thai resistettero alla superiorità numerica degli invasori per alcune ore, fino a quando il governo di Bangkok ordinò il cessate il fuoco. Tuttora alcune delle vie cittadine hanno nomi collegati all'evento, ricordato a Prachuap ogni anno con una cerimonia commemorativa.

## Economia
L'economia cittadina si basa tradizionalmente sulla pesca e sul turismo dei thailandesi. In tempi più recenti la città e le baie limitrofe sono diventate mete anche del turismo straniero. Oltre ai prodotti ittici, molto importanti per le esportazioni sono gli ananas, coltivati su larga scala nella zona di Prachuap.

## Infrastrutture e trasporti
I trasporti locali sono affidati soprattutto ai mototaxi, è inoltre possibile affittare moto o biciclette. In città c'è la stazione delle Ferrovie di Stato thailandesi, dove fermano i treni percorrenti la linea sud che congiunge Bangkok con la Malesia. Autobus diretti a Bangkok e ad altre località a nord partono dal centro della città, mentre quelli diretti a sud transitano nella superstrada alla periferia ovest cittadina. Nei pressi della città vi è un aeroporto militare, mentre quello civile più vicino si trova a Hua Hin, con voli per Bangkok e Kuala Lumpur.